# Hugues Obry
Hugues Obry, född den 19 maj 1973 i Enghien-les-Bains, Frankrike, är en fransk fäktare som bland annat tog OS-guld i herrarnas lagtävling i värja i samband med de olympiska fäktningstävlingarna 2004 i Aten.